# Kostel svatého Jakuba (Chvojen)
Kostel svatého Jakuba (podle některých zdrojů Kostel svatého Jakuba a Filipa) ve Chvojně pochází ze 13. století. Je umístěný o samotě na návrší nad barokním hospodářským dvorem Chvojen v katastrálním území města Benešov u Prahy.

## Historie

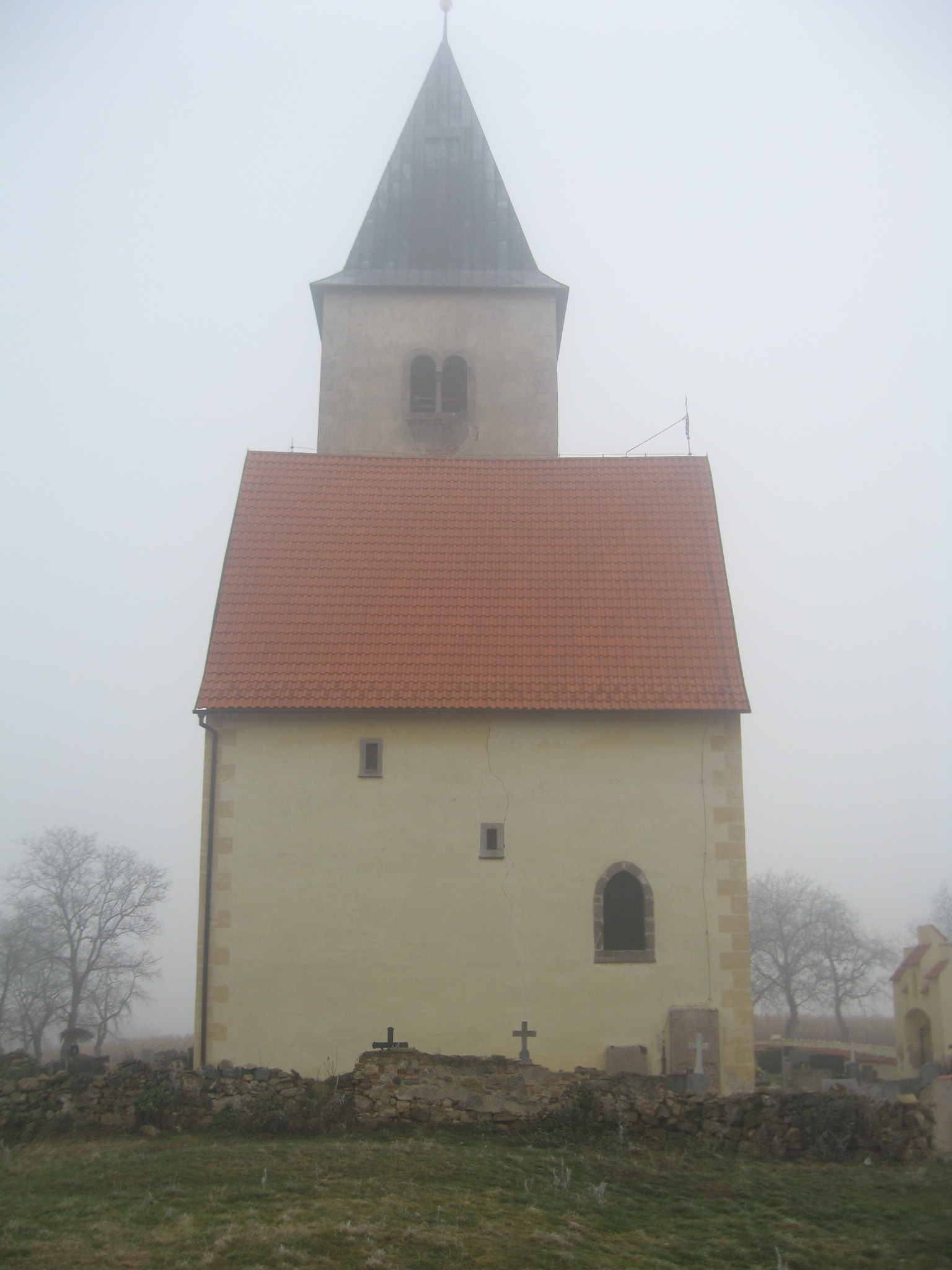
Loď kostela od západu

Návrší, na kterém se kostel nachází, bylo opevněno v závěrečné fázi raného středověku, tj. zřejmě ve 2. polovině 11. století. Plocha hradiště má rozlohu přibližně 3 hektary. Fortifikace se skládala z příkopu a valu, nejlépe patrná je na západní straně lokality. Na opevněném hradišti vznikl velmožský dvorec, který se rozkládal západně od lodi dnešního kostela. Archeologický výzkum zde dosud prováděl jen Antonín Hejna.
Zřejmě v polovině 13. století byl v sousedství šlechtického sídla postaven románský tribunový kostel. Ten byl upravován v letech 1872 a 1904. Druhá z oprav proběhla podle projektu Josefa Mockera, který výrazně zvýšil věž a opatřil ji novorománskými sdruženými okny. Kostel obklopuje hřbitov, přístupný novogotickou brankou. Na ní jsou umístěny desky s historií objektu a připomínkou pohřbu selských rebelů z povstání roku 1775. Keltské opevnění lokality, o němž se píše na informačních tabulích u kostela, není archeologickým průzkumem prokázáno. Později se zde rozkládalo slovanské hradiště a po něm dnes již zaniklá ves. Kostel je chráněn jako kulturní památka České republiky.

## Stavební podoba
Kostel se skládá ze tří komponent: široké krátké lodi (20 × 8 m) sklenuté příčnou valenou klenbou, hranolové, v novověku zvýšené věže, a na východě čtvercového presbytáře sklenutého křížovou klenbou s hřebínky. Kružby v oknech pocházejí většinou z novodobých úprav. Nejstarší částí kostela je loď a dolní část věže, v níž se nalézá v síle zdiva schodiště. Ve zdivu kostela jsou zabudovány renesanční epitafy. Na podlaze kostela je dlažba ze 14. století.

## Malířská výzdoba kostela

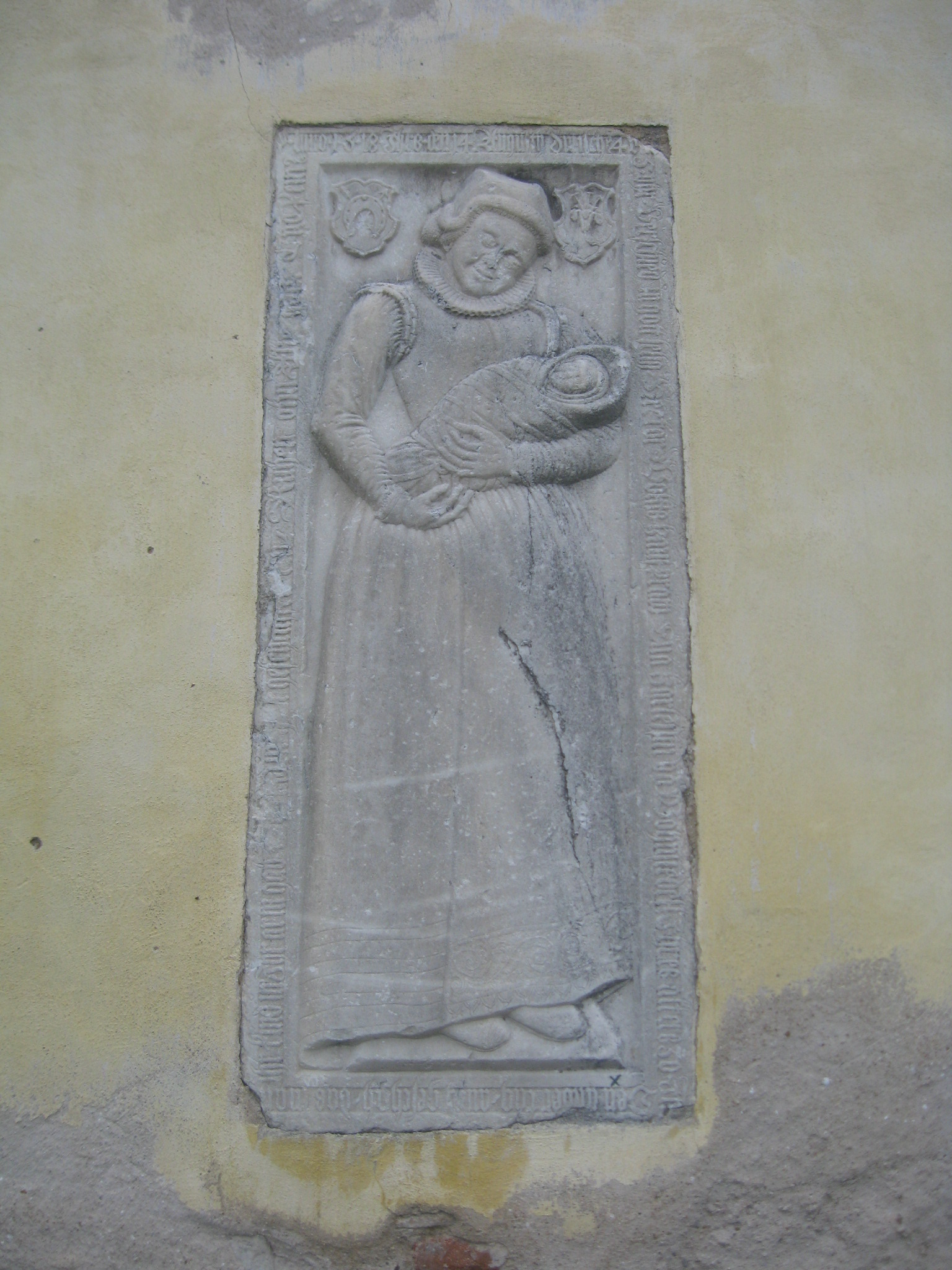
Figurální epitaf z roku 1618

V kostele jsou vzácné nástěnné malby z poloviny 14. století. Na severní straně podvěží je votivní výjev představující dva šlechtice předávající desátek a dobytče svatým Jakubovi a Filipovi. Na severní straně vítězného oblouku je zpodobeno Peklo představované Leviathanem, což byla v gotice oblíbená divadelní kulisa. Obraz Madony korunované anděly se vrací k románskému tvarosloví.
Zvláštnost: V kostele je také obraz ukazující, jak si lidé představovali sluneční soustavu ve 14. století. Země je tam uprostřed a kolem obíhají měsíc i další planety, což je celkem nezvyklý motiv pro sakrální prostředí.

## Zvony
Původní zvon ve věži je vysoký 0,65 m a průměru 0,80 m nese nápis: AVE MARTIN. V roce 2012 byl do věže zavěšen nový zvon svatý Václav s dolním průměrem 0,58 m a hmotnosti 120 kg a je poháněný lineárním motorem. Zvon byl posvěcen 15. září 2012  J. M. Michaelem Pojezdným O. Praem, opatem strahovským v kostele sv. Jakuba a Filipa na Chvojně.